# ساتوشی ناکاموتو

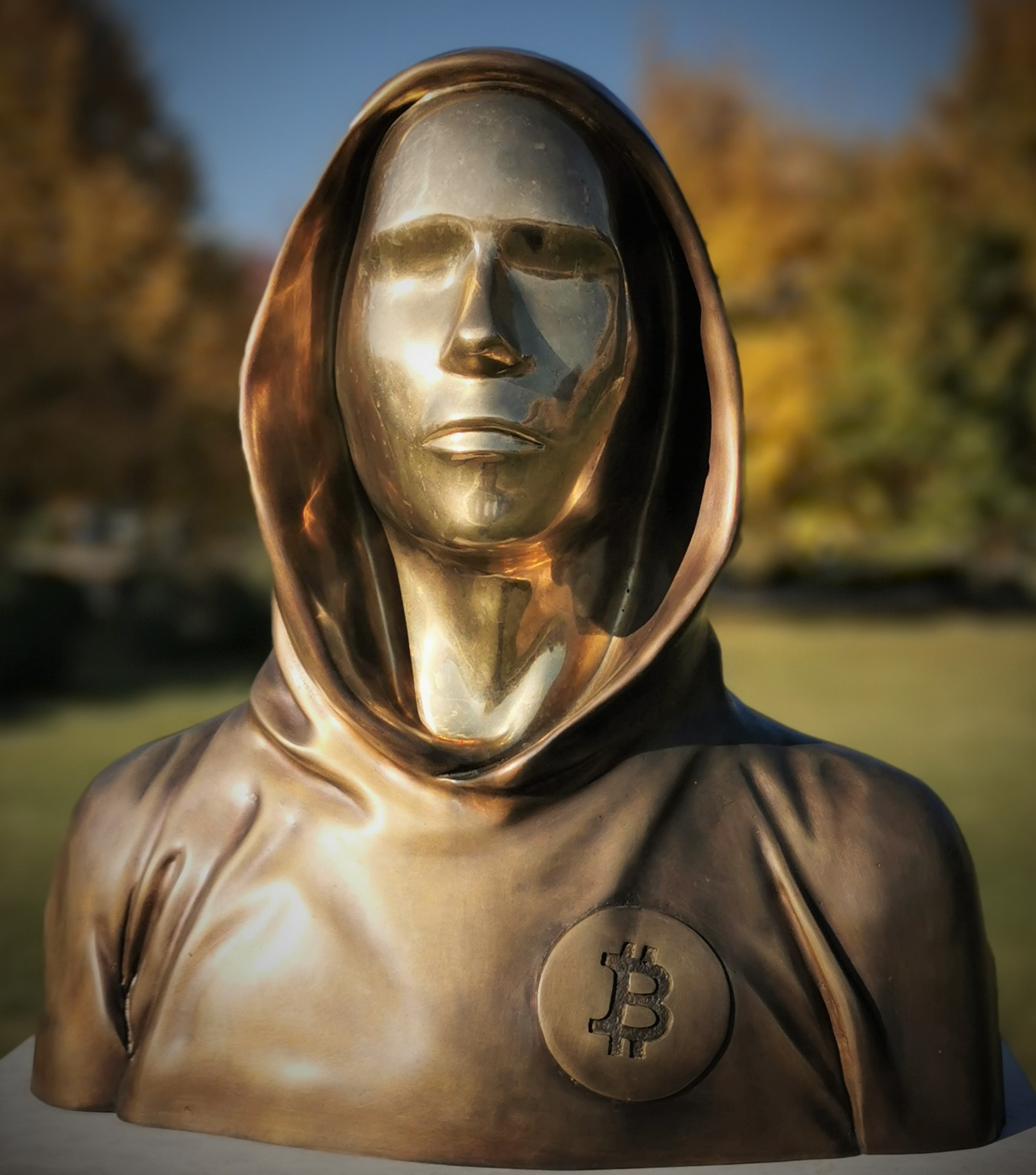
ساتوشی ناکاموتو (به انگلیسی: Satoshi Nakamoto) نام فرد یا افرادی ناشناس است که خالق بیتکوین بوده‌اند. همچنین نخستین، پایگاه داده بلاکچین توسط همین فرد یا افراد طراحی شده است.

ساتوشی ناکاموتو (به انگلیسی: Satoshi Nakamoto) نام مستعار فرد یا افرادی ناشناس است که بیت‌کوین را توسعه داده، اوراق سفید آن را نوشته، و پیاده‌سازی مرجع پروتکل بیت‌کوین را خلق و توسعه داده‌اند. همچنین نخستین پایگاه داده بلاکچین توسط همین فرد یا افراد طراحی شده است. نخستین هدف ساتوشی ناکاموتو را می‌توان مشکل دوگانگی (دوبار خرج کردن) پول دیجیتال دانست. ساتوشی ناکاموتو تا دسامبر ۲۰۱۰ در حال توسعهٔ بیت‌کوین بود و پس از این تاریخ از این پروژه خارج شد. کریگ استیون رایت در ۷ دسامبر ۲۰۲۱ در دادگاه با ارایه مستندات دربارهٔ روزهای اولیه خلق بیت‌کوین، ادعا کرد که ساتوشی ناکاموتو است. البته این ادعا با شک و شبهه زیادی مواجه شد و عموماً پذیرفته نشد و در دادگاهی که در سال ۲۰۲۴ برگزار شد، ادعاهای او مبنی بر خالق بیت کوین بودن رد شد و به دروغ گفتن به دادگاه و جعل اسناد متهم شد
ناکاموتو در گزارش بنیاد P2P ادعا کرد که مردی است که در ژاپن زندگی می‌کند و در تاریخ ۵ آوریل ۱۹۷۵ متولد شده است. اما گمانه‌زنی‌ها دربارهٔ هویت واقعی ناکاموتو عمدتاً بر روی تعدادی از کارشناسان رمزنگاری و علوم کامپیوتری غیر ژاپنی بوده که در ایالات متحده و اروپا زندگی می‌کنند.
ساتوشی ناکاماتو نام بنیان‌گذار و سازنده ناشناس بیت‌کوین است که دامین بیت‌کوین را اجرا و بیانیه معروف آن را منتشر کرد اما هویت او هیچ‌وقت روشن نشد.
کیف پول ساتوشی تقریباً ۵ درصد از کل بیت‌کوین استخراج شده را در اختیار دارد، اما هیچ‌کس تاکنون تراکنش‌های آن را از طریق آدرس کیف پول پردازش نکرده است و این امر او را به یکی از ثروتمندترین افراد جهان تبدیل می‌کند.

## توسعه بیت‌کوین
در اکتبر ۲۰۰۸، ناکاموتو مقاله‌ای را در سایت metzdowd.com منتشر کرد که بیت‌کوین را به عنوان یک ارز رمزنگاری شده (رمز ارز) معرفی می‌کرد. بیت‌کوین یک ارز دیجیتالی مبتنی بر متد نقطه به نقطه است. در ژانویه ۲۰۰۹، ناکاموتو نخستین بیت‌کوین نرم‌افزاری را که شبکه را راه‌اندازی کرده بود و نخستین واحد رمزنگاری بیت‌کوین به نام بیک‌کوین‌ها را منتشر کرد. ساتوشی ناکاموتو نسخه ۰٫۱ نرم‌افزار بیت‌کوین را در Sourceforge در ۹ ژانویه ۲۰۰۹ منتشر کرد.
ناکاموتو یک وب‌سایت با نام دامنه bitcoin.org ایجاد کرد و تا اواسط سال ۲۰۱۰ همکاری با سایر توسعه دهندگان در بیت‌کوین را ادامه داد. حدوداً در این زمان، او کنترل کلیه سورس کد و مستندسازی شبکه را به گاوین اندرسون انتقال داد. همچنین چندین دامنه مرتبط را به اعضای مختلف بیت‌کوین انتقال داد و مشارکت خود را در این پروژه متوقف کرد. ناکاموتو تا مدت کوتاهی قبل از غیبت، تمام اصلاحات خود را بر روی کد منبع انجام داد.
مخترع بیت‌کوین یک پیام متنی را در نخستین بلوک تولید شده در بلاکچین بیت‌کوین با عنوان در آستانه نجات دوم برای بانک‌ها قرار داد. این متن به عنوان مقاله‌ای در The Times که در تاریخ ۳ ژانویه ۲۰۰۹ منتشر شده اشاره دارد. این نشانه قوی نشان می‌دهد که نخستین بلوک زودتر از این تاریخ استخراج شده است. بلوک ژنیک دارای برچسب زمانی ۱۸:۱۵:۰۵ GMT در تاریخ ۳ ژانویه ۲۰۰۹ است. این بلوک برخلاف تمام بلوک‌های دیگر است که در آن بلوک قبلی‌ای به عنوان مرجع وجود ندارد. ناکاموتو استفاده از کد سفارشی را برای استخراج آن ضروری کرد. زمان ثبت شده بر روی بلوک‌های بعدی نشان می‌دهد که ناکاموتو سعی نکرده تا تمام بلوک‌های اولیه را صرفاً برای خود کند.
البته ثبت معاملات تراکنش عمومی نشان می‌دهد که آدرس‌های شناخته شده ناکاموتو حاوی تقریباً یک میلیون بیت‌کوین هستند. که در آوریل ۲۰۲۱ ارزش دلاری آن در حدود ۵۹ میلیارد دلار آمریکا است.

## مشخصات و هویت‌های احتمالی
ناکاموتو در هنگام بحث در مورد مسائل فنی هیچ اطلاعات شخصی از خود را افشا نکرده است. اما در گزارش بنیاد P2P در سال ۲۰۱۲ ادعا کرد که مردی ۳۷ ساله است که در ژاپن زندگی می‌کند. اما عدهٔ زیادی به دلیل استفاده از انگلیسی کامل و روان در مستند نویسی نرم‌افزار همچنین پیام‌ها در فروم، هویت ژاپنی او را زیر سؤال برده‌اند. املا و اصطلاحات گاه به گاه انگلیسی بریتانیایی (مانند عبارت “خونین سخت یا بلادی هِل”) در هر پیام‌ها و مستند نویسی نرم‌افزار منجر به این گمانه‌زنی شده است که ناکاموتو حداقل ژاپنی نیست. استفان توماس، برنامه‌نویس سوئیسی و عضو جامعه اپن سورس، نشانگرهای زمانی همهٔ پست‌های ارسالی انجمن بیت‌کوین توسط ناکاموتا را بررسی کرده است. این بررسی نشان می‌دهد ناکاماتو هیچ پستی را بین ساعت ۵ صبح تا ۱۱:۰۰ گرینویچ ثبت نکرده است. از آن‌جا که این الگو حتی در روزهای شنبه و یکشنبه حاکم بود، حدس می‌زند که ناکاموتو در این زمان خواب باشد. اگر ناکاموتو فردی با این عادات معمول خواب باشد، حدس می‌زند که او در یک منطقهٔ زمانی در بازه‌ای از UTC-05: 00 یا UTC-06: 00 جایگزین زمان اقامت می‌کند. این منطقه زمانی شامل بخش‌هایی از آمریکای شمالی است که در منطقه زمان شرقی و منطقه زمانی مرکزی، و همچنین بخشی از آمریکای مرکزی، کارائیب و آمریکای جنوبی قرار دارد.
گفته می‌شود که ناکاموتو پس از آن نیز به توسعه نرم‌افزار بیت‌کوین در کنار توسعه‌دهندگان دیگر ادامه داد اما کمی بعد با ارتباط با یکی از توسعه‌دهندگان به نام گوین اندرسون، مدیریت پروژه را به او داده و خود در اواسط سال ۲۰۱۰ از پروژه ناپدید شد. او در همان زمان کنترل دامنه اینترنتی bitcoin.org را نیز در اختیار جامعه بیت‌کوین قرار داد.
انتظار می‌رود که ناکاموتو خود دارای حدود یک میلیون بیت‌کوین باشد. مقداری که در سال ۲۰۱۳ برابر با ارزش ۱٫۱ میلیارد دلار آمریکا بود.
در تاریخ ۲ مه سال ۲۰۱۶ کریگ رایت مهندس کامپیوتر و بازرگان استرالیایی ادعا کرد که همان ساتوشی ناکاموتو است. طبق مقالات منتشر شده توسط BBC و Economist وی توانسته یک پیام را توسط کلید خصوصی مربوط به نخستین تراکنش بیت‌کوین امضا کند.
از سال ۲۰۱۸ در فضای مجازی ادعا شده است که هنرمند آمریکایی، وینسنت ون ولکر، ساتوشی ناکاموتو است. به عنوان مثال، او از این واقعیت سخن می‌گوید که او ریاضیدان و متخصص شناخته شده است، او همچنین دارای ارتباط خوبی با کارشناسانی است که دارای دانش هستند که به تکنولوژی Blockchain منجر شده است. او خودش این ادعا را تضعیف می‌کند.
در دسامبر ۲۰۲۱ دادگاهی در فلوریدا اعلام کرد که کریگ رایت به‌خاطر استفاده بدون مجوز از وجوهی که به‌صورت مشترک با دیو کلیمن، در شرکت «W&K» سرمایه‌گذاری شده بود، به پرداخت ۱۰۰ میلیون دلار جریمه محکوم شده است با این حال او رأی دادگاه را پیروزی بزرگ برای خود خواند و اعلام کرد که او همچنان مالک ۱٫۱ میلیون بیت‌کوینی است که به خاطر تصاحب حق مالکیت معنوی عنوان «ساتوشی ناکاموتو» در اختیار دارد.
جاستین سان، بنیان‌گذار رمز ارز ترون در فوریه ۲۰۲۱ در صفحه توئیتر شخصی خود ادعا کرده است: «ایلان ماسک همان ساتوشی ناکاماتو است.» این ادعا پیشتر در سال ۲۰۱۷ توسط یکی از کارمندان سابق اسپیس ایکس مطرح شده بود که ایلان ماسک آن را تکذیب کرده بود.
در سال ۲۰۲۴ طبق مستند HBO, پیتر تاد به عنوان ساتوشی ناکاموتو معرفی شد اما او نیز این ادعا را رد کرد و تا به امروز هویت ساتوشی ناکاموتو ناشناخته باقی مانده.